# Король Ганна Іванівна
Король (Бабич) Ганна Іванівна (12 грудня 1954 р., с. Біловежі Перші, Бахмацький район, Чернігівська область) — поетеса, прозаїк, журналістка.

## Освіта
Навчалася в сільській восьмирічній школі, яку закінчила з відзнакою в 1970 році. Тоді ж стала студенткою Прилуцького педагогічного училища (шкільне відділення), після закінчення якого в 1974 року отримала спеціальність учителя початкових класів. Вищу освіту здобула в Миколаївському педагогічному інституті на факультеті української філології (1995). На освітянській ниві працювала 15 років: учителем музики та співів, учителем початкової школи, викладачем української мови та літератури, заступником директора з виховної роботи ЗОШ № 33 м. Миколаєва. Отримала визнання серед найкращих викладачів української мови на загальнообласному творчому конкурсі в 1987 році.
Член Національної спілки журналістів України, член бюро Миколаївської обласної журналістської організації. Творчо співпрацює з аматорською спілкою «Стапель», що створена на теренах Чорноморського суднобудівного заводу.

## Творчість
Творчі поетичні та прозові наробки мають започаткованість зі шкільних років. Нариси та вірші Ганни Король друкували газети «Строитель», «Южная правда»,  «Металлург».
Шлях у  професійну журналістику розпочався з роботи на посаді кореспондента заводської багатотиражки, що виходила на теренах Миколаївського глиноземного заводу, де Ганна працювала майже п'ять років. Згодом вона, син  Ігор і донька Яна, що також є членами Національної спілки журналістів України, в 2005 році  створили власне видання — журнал «Автограф. Век XXI», який за високий рівень публікацій та професійної майстерності отримав визнання й міжнародну нагороду в рейтингу «Золота Фортуна» (диплом лауреата «За вагомий внесок в справу розбудови України та високу журналістську майстерність» вручено в 2011 році).
Нагороджена відзнакою Правління Миколаївської обласної організації НСЖУ «Журналіст року» (2007).
Автор поетичних збірок: «З любові» (2002), «Намалюю щастя/Нарисую счастье» (2007), «Чорнобривці»(2009), «Сповідь білих троянд» (2011), «Любов із присмаком ожин» (2013), «Вір мені» (2014), «Осінній блюз» (2015), «На ранковій зорі» (2016). Вірші неодноразово виходили в поетичних альманахах літературних об'єднань «Стапель» (ЧСЗ) та Миколаївського глиноземного заводу, в газеті «Южная правда».
Вірші Ганни Король покладено на музику композиторів Євгена Долгова та Миколи Фалька.
Тісно співпрацює з бібліотеками та навчальними закладами міста.
Член НСПУ з 2016 року.